# Drimys winteri
Drimys winteri J.R.Forst. & G.Forst. è un albero appartenente alla famiglia Winteracee, diffuso in Cile e Argentina.
La specie è nota come "corteccia di Winter", "canelo" in spagnolo,  e "ushcuta" in lingua yamana.

## Storia
Quando negli anni 1577-1580 Sir Francis Drake navigò per il mondo, delle quattro navi che accompagnano la sua, la Golden Hind, l'unica che riuscì a oltrepassare con successo Capo Horn con essa era la Elizabeth, il cui capitano era John Winter. Le due navi furono separate durante una tempesta. Probabilmente a bordo della nave di Winter c'erano degli uomini malati, così il capitano andò con una barca verso terra per cercare alcune erbe medicinali. Tornò con una scorta di corteccia di Drimys; così, per secoli, prima che venisse scoperta la vitamina C, la corteccia di questa pianta è stata considerata un ottimo rimedio per lo scorbuto.
Era efficace, infatti James Cook e il suo equipaggio utilizzarono tisane di D. winteri durante il loro viaggio nel Sud del Pacifico per non ammalarsi. Il naturalista che li accompagnò nell'esplorazione, Johann Reinhold Forster, fu il primo a descrivere e nominare ufficialmente D. winteri.

## Descrizione

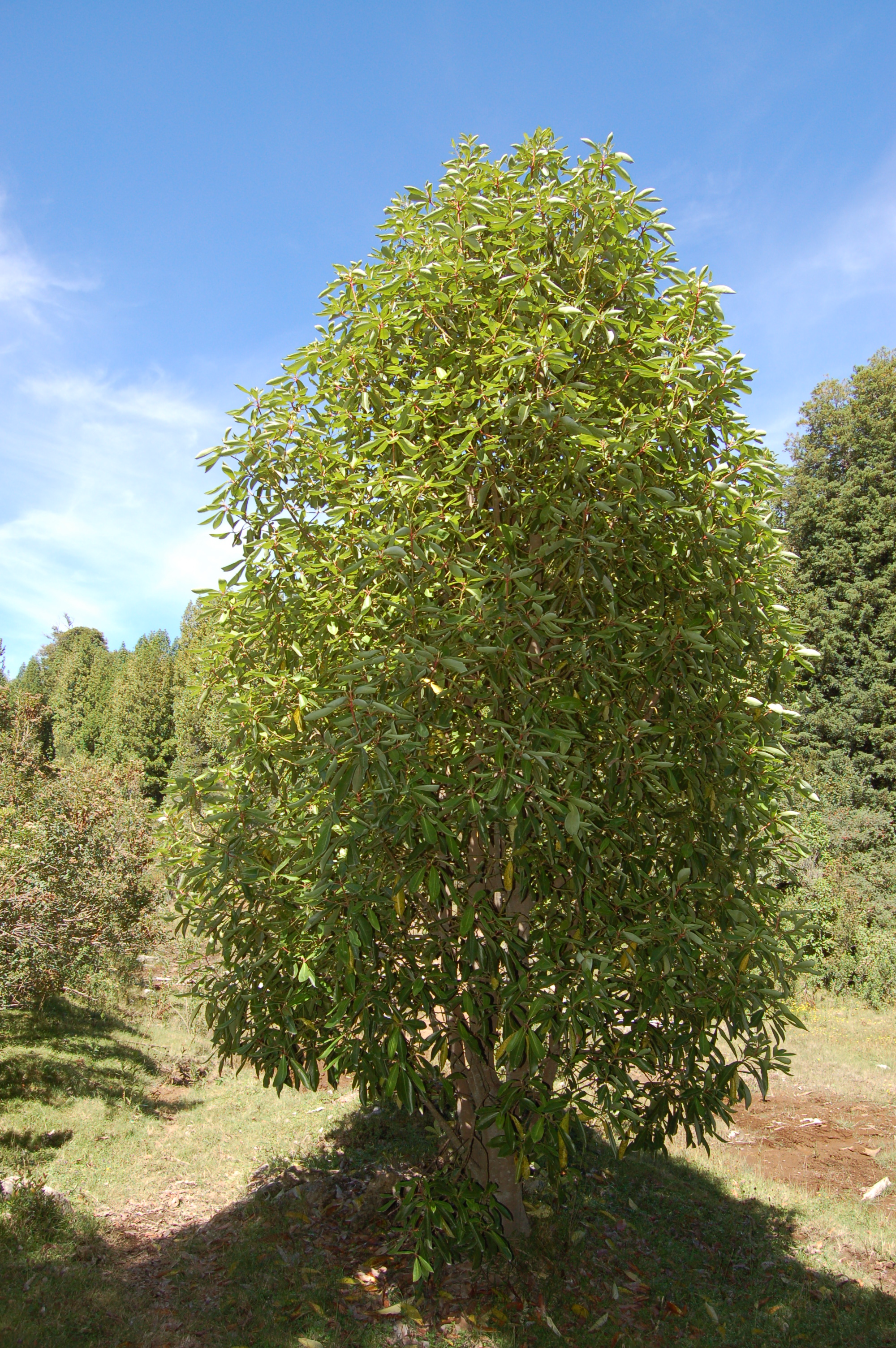
Esemplare di D. winteri

Le foglie sono lanceolate, di un verde lucido nella parte superiore, più chiare inferiormente, e possono misurare fino a 20 cm. I fiori sono bianchi con il centro giallo, e comprendono un gran numero di petali e stami. Il frutto consiste in una piccola bacca bluastra.
Lucas Bridges, nel suo libro "Ultimo confine del mondo", afferma che la sua altezza massima è di circa 12 m, con 3 m di circonferenza, e ricorda che non cresce mai isolata, ma sempre in gruppo, formando il sottobosco nelle foreste di faggi decidui e sempreverdi; aggiunge che il legno, molto poroso e poco resistente da verde, è molto leggero quando si secca, mentre la corteccia, liscia e spessa circa 2,5 cm, è verdastra all'esterno e rossa all'interno, nonché estremamente piccante (caratteristica comune anche al frutto).

## Distribuzione e habitat
Nativo delle foreste temperate valdiviane del Cile meridionale e dell'Argentina, è molto comune nelle foreste sempreverdi costiere, ed è particolarmente diffuso anche nella Terra del Fuoco.
Di solito cresce al di sotto di 1.200 m, tra la latitudine 32 ° sud e Capo Horn, che si trova a latitudine 56°; tollera temperature fino a -20 °C.

## Usi

### Coltivazione
Questo albero è solitamente coltivato come pianta ornamentale nelle zone dove il clima è sufficientemente umido e freddo. Viene apprezzato grazie al il colore rosso-marrone della sua corteccia, per le foglie di un verde brillante e per i suoi grappoli di fiori profumati.
È una pianta molto resistente, infatti i campioni portati dalle foreste del sud della Terra del Fuoco e piantati nelle Isole Fær Øer crescono senza problemi. Altri esemplari sono stati piantati nella parte nord della costa ovest degli Stati Uniti.
Questa pianta ha guadagnato l'Award of Garden Merit dalla Royal Horticultural Society.

### Altri impieghi
Il legno di questa pianta è pesante, ha un colore rossastro e può essere facilmente danneggiato da piogge frequenti; viene utilizzato per gli strumenti musicali e per i mobili. Non è un legno adatto per i falò, perché emana un fumo dall'odore pungente. Bridges, invece, ricorda che gli indigeni Yaghan usavano il legno degli alberi più giovani, particolarmente dritti e sottili, per le loro lance e i loro arpioni.
La corteccia è spessa e piccante, tanto che a volte è usata come un sostituto del pepe in Argentina e Cile, come riferito anche da Bridges.